# NGC 6836
NGC 6836 је спирална галаксија у сазвежђу Стрелац која се налази на NGC листи објеката дубоког неба.
Деклинација објекта је - 12° 41' 18" а ректасцензија 19h 54m 40,3s. Привидна величина (магнитуда) објекта NGC 6836 износи 12,9 а фотографска магнитуда 13,5. Налази се на удаљености од 23,3000 милиона парсека од Сунца. NGC 6836 је још познат и под ознакама MCG -2-50-10, IRAS 19518-1249, PGC 63803.